# Hayes Mansion
The Hayes Mansion es una mansión histórica en el vecindario de Edenvale en San José, California que actualmente funciona como un complejo hotelero denominado The Hayes Mansion Hotel.
Originalmente el hogar de la familia Hayes, es considerada como uno de los mejores ejemplos de Estilo Misión de finales del siglo XIX en el Valle de Santa Clara. Es un Monumento Histórico de California y figura en el Registro Nacional de Lugares Históricos.

## Historia
Mary Chynoweth, viuda de Anson Hayes y esposa del abogado de San José, Thomas Chynoweth, encargó al arquitecto George Page en 1903 que construyera una casa para reemplazar la mansión barroca inglesa de madera de la familia Hayes, que se había quemado hasta los cimientos en 1899. Con la intención de proporcionar una residencia triple para los Chynoweth y las familias en crecimiento de los dos hijos de Mary ( Everis A. Hayes y Jay Orly Hayes), el diseño de la casa incorporó las últimas características de seguridad contra incendios del momento.
Al principio, la propiedad era autosuficiente, con su propia planta eléctrica, oficina de correos, estación de ferrocarril, parada de carruajes, alojamiento para 40 peones y una capilla. La familia cultivaba frutas y verduras y criaba su propio ganado. Everis A. Hayes y Jay Hayes ayudaron a desarrollar la industria frutícola del Valle de Santa Clara y se convirtieron en los editores del San Jose Mercury. Tres presidentes de los Estados Unidos la visitaron durante su prominencia.
La familia la vendió durante la década de 1950, después de lo cual permaneció vacía durante algún tiempo y luego se deterioró. Comprada por la Ciudad de San José durante la década de 1990, fue renovada y ampliada a su estado actual. Posee 33 000 pies cuadrados (3065,8 m²) de espacio para reuniones y 214 habitaciones y está rodeado por un parque de 20 acres (8,1 ha).

## Arquitectura
Los 41 000 pies cuadrados (3809,0 m²) de la villa neomediterránea cuenta con maderas exóticas, mármol importado y vidrieras ornamentadas. Construido en forma de cruz maltesa, su larga sección central contiene un solárium de 18 pies (5,45 m) de ancho que conecta las alas norte y sur.
Una logia conecta el este con el oeste. Las paredes son de doble ladrillo revestido de estuco. Las características de seguridad contra incendios incluyen gabinetes de manguera contra incendios conectados a tanques de agua en el tercer piso y una cocina ubicada en un edificio separado conectado a la mansión por un invernadero de vidrio y mármol.